# Щуровский сельский совет (Ичнянский район)
Щуровский сельский совет (укр. Щурівська сільська рада) — входит в состав
Ичнянского района
Черниговской области
Украины.
Административный центр сельского совета находится в 
с. Щуровка
.

## Населённые пункты совета
- с. Щуровка
- с. Иценков
- с. Однольков